# Harald de Haithabu
Harald de Haithabu también Harald Øysteinsson (c.750-804), fue un caudillo vikingo de origen noruego, hijo de Eystein Halfdansson y su consorte Hild (Imhild), citado en Europaische Stammtafeln como segundo rey de Haithabu y Jutlandia en Dinamarca. Murió en combate en el mar de Irlanda.
Las sagas y leyendas le reconocen tres hijos:
- Harald Haraldsson (c.775-804) cuarto rey de Haithabu, quien murió asesinado en Hedeby.
- Halfdan de Haithabu
- Holger Haraldsson (c.780-807)